# Palais Almeida
Le Palais Almeida ou Palais Bayrstorff-Almeida est un palais classique de Munich, situé 14 Brienner Straße. 

## Histoire
La partie la plus noble de l'ancienne Brienner-Straße-Palais a été construite en 1824 par Jean Baptiste Métivier à la place de l'ancienne église Saint-Georges dans le style classique français. 
La structure de la façade est basée sur le modèle utilisé depuis Joseph Effner, avec trois étages, un toit plat avec un portique. 
Le propriétaire du palais était la baronne Sophie Bayrstorff, devenue depuis 1824 l'épouse morganatique du prince Charles de Bavière.  Le palais a hérité à sa fille Sophie, mariée au noble portugais Paolo Martins Visconde d'Almeida (1806-1874, principalement en Bavière, comte d'Almeida), de sorte que le bâtiment a ensuite été appelé Palais Almeida. 
Après les lourds dégâts causés au cours de la Seconde Guerre mondiale, le palais a été reconstruit en 1952/1953 dans sa forme originale, mais avec un toit plus plat. Aujourd'hui, le bâtiment est utilisé comme immeuble de bureaux et commercial. 